# Shazzon Mumphrey
Shazzon Mumphrey (Louisville, 15 aprile 1993) è un giocatore di football americano statunitense, che gioca nel ruolo di quarterback per i Beograd Vukovi.
Dopo aver giocato per cinque diverse squadre di college si è trasferito in Danimarca ai Triangle Razorbacks; è quindi passato ai tedeschi Hildesheim Invaders e da lì in Svezia ai Carlstad Crusaders e poi in Svizzera ai Geneva Seahawks e in Polonia ai Warsaw Eagles. Successivamente è passato ai Prague Lions, prima nel campionato ceco e poi nella lega semiprofessionistica in ELF. Nel 2024 ha giocato in Austria agli AFC Rangers, per poi passare dal 2025 ai serbi Beograd Vukovi.

## Palmarès
- Czech Bowl (Prague Lions: 2022)
- Kittfort Liga Offensive MVP (Prague Lions: 2021)
- 2021 CAAF Statistics Leader in Pass Yards (1,575) Passing Touchdowns (20) Rushing Touchdowns (11)
- 2022 CAAF Statistics Leader in Passing Touchdowns (30) Total Touchdowns (44)